# کاراسکو بونیتو
کاراسکو بونیتو (به پرتغالی: Carrasco Bonito) یک منطقهٔ مسکونی در برزیل است که در توکانتینس واقع شده‌است. کاراسکو بونیتو ۱۹۳ کیلومتر مربع مساحت و ۴٬۱۳۰ نفر جمعیت دارد.